# Dicaeum aeruginosum
El picaflores estriado (Dicaeum aeruginosum) es una especie de ave paseriforme en la familia Dicaeidae endémica de Filipinas. Anteriormente se consideraba una subespecie del picaflores picogrueso.